# Sidi Kasim
Sidi Kasim (arab. سيدي قاسم, Sīdī Qāsim; fr. Sidi Kacem; daw. Petitjean) – miasto w północnym Maroku, w regionie Al-Gharb-Szararda-Bani Ahsin, siedziba administracyjna prowincji Sidi Kasim. W 2004 roku liczyło ok. 74 tys. mieszkańców. Sidi Kasim jest ośrodkiem handlowym regionu rolniczego a także ośrodkiem przemysłu rybnego, olejarskiego, metalowego i drzewnego. W mieście działa rafineria ropy naftowej.